# Bitva o Muniční vrch

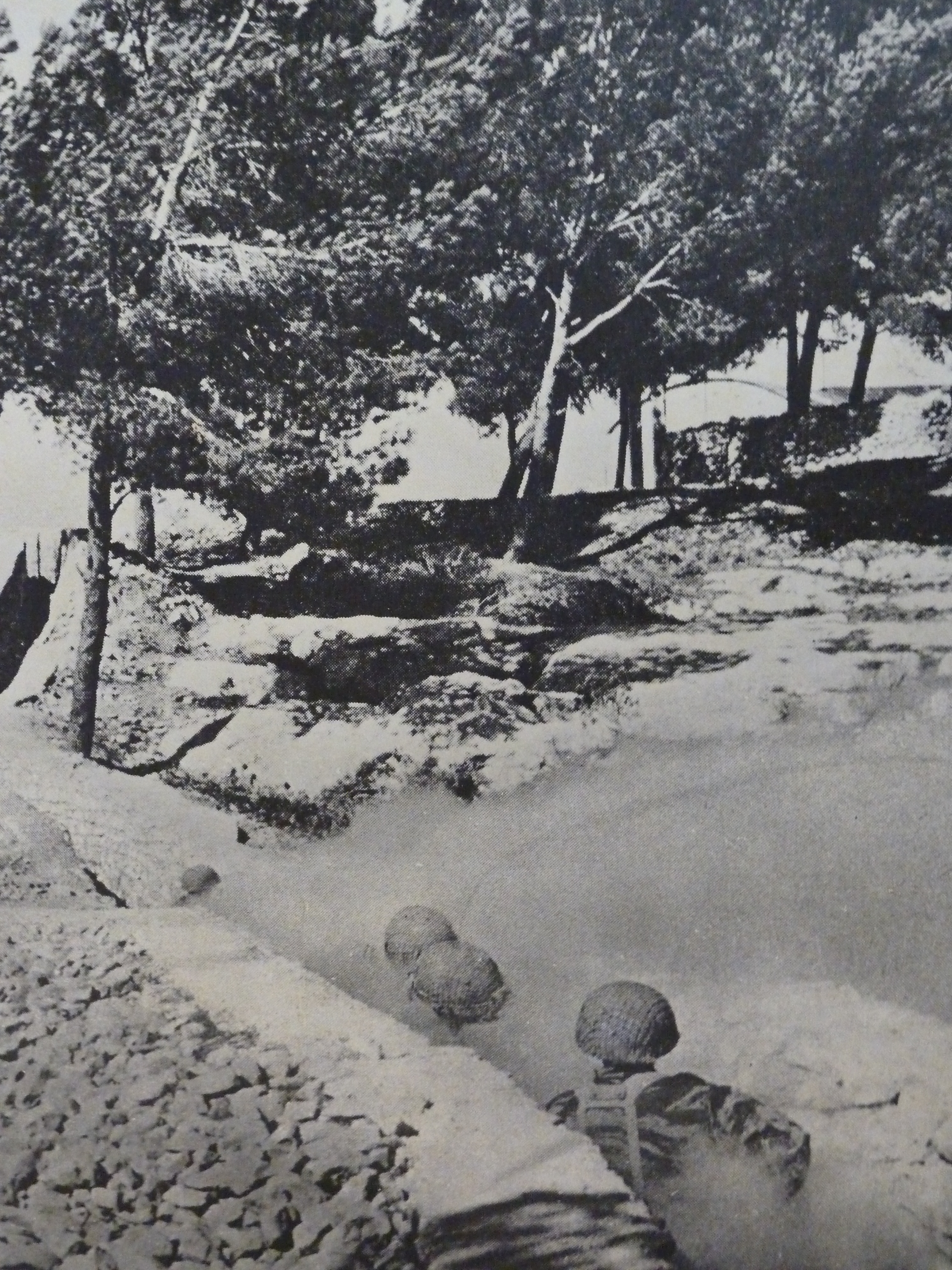
Muniční vrch - izraelští parašutisté při střetu s jordánskými vojáky v bitvě o Muniční vrch

Bitva o Muniční vrch (Muniční vrch - anglicky: Ammunition hill; hebrejsky: גִּבְעַת הַתַּחְמֹשֶׁת, Giv'at ha-Takmoš; arabsky: تلة الذخيرة) byla jedna z nejprudších bitev šestidenní války, válečného konfliktu mezi Izraelem a arabskými státy ve dnech 5.–10. června 1967.
Muniční vrch bylo opevněné jordánské vojenské stanoviště v severní části Jordánskem ovládaného východního Jeruzaléma na západním svahu hory Skopus. V bitvě o Muniční vrch bylo zabito 36 izraelských vojáků a 71 jordánských vojáků.
V roce 1987 byl Muniční vrch prohlášen za národní pamětní místo. Každý rok dne 28. ijar se zde koná hlavní obřad na Den Jeruzaléma, který připomíná sjednocení Jeruzaléma v průběhu šestidenní války v roce 1967. Odhaduje se, že každý rok navštíví toto místo 200 000 návštěvníků.

## Muniční vrch

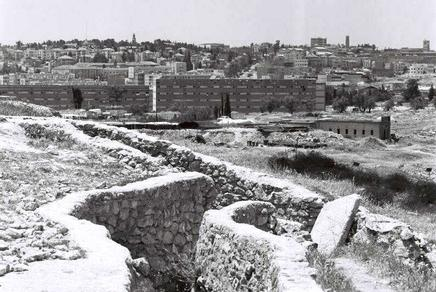
Zákopy na Muničním vrchu - minulost

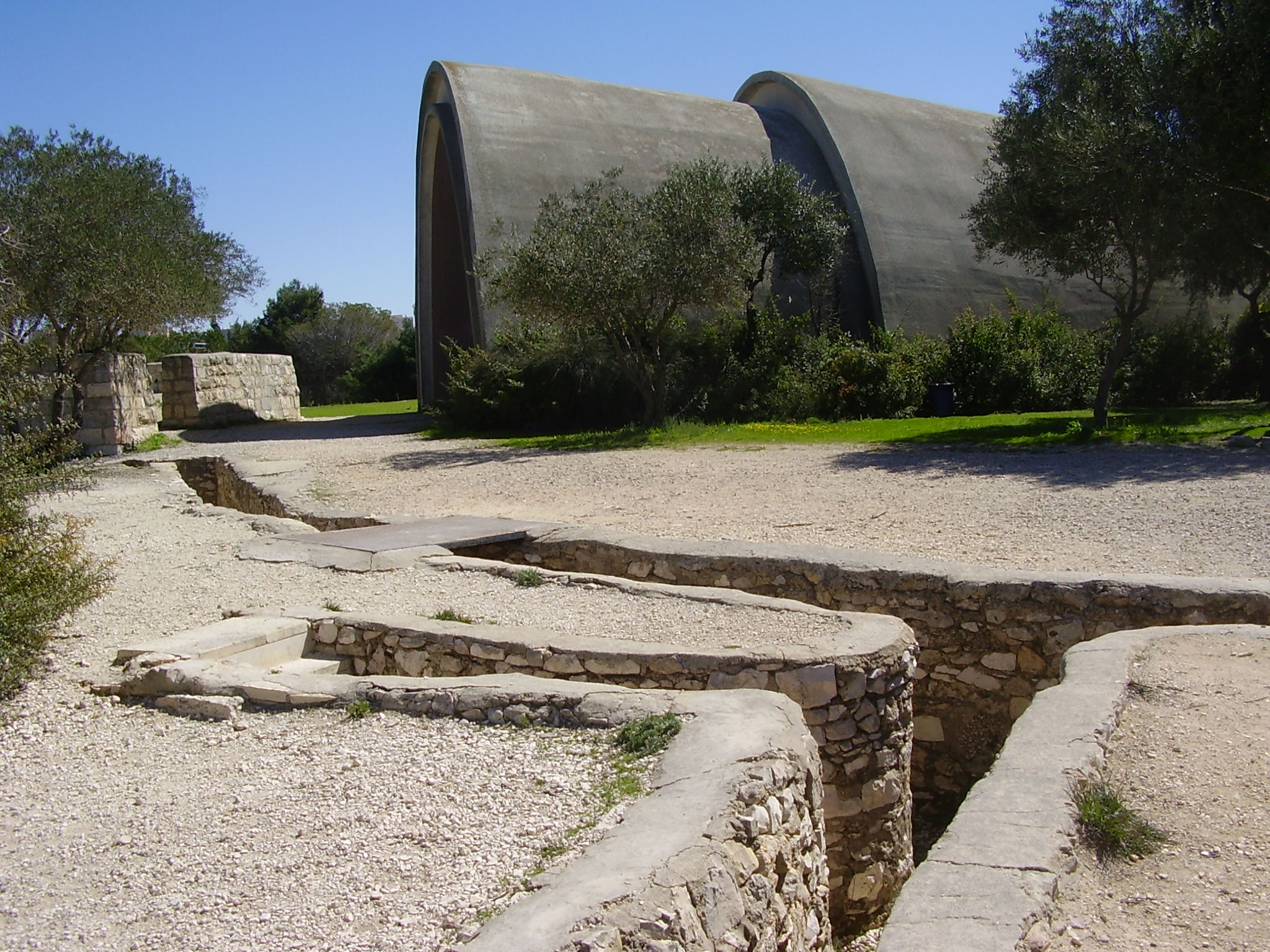
Zákopy a bunkry na Muničním vrchu - současnost

Muniční vrch byl vybudován v Jeruzalémě britskými jednotkami během jejich mandátu v Palestině ve 30. letech 20. století. Nacházel se západně od policejní akademie, byl tvořen opevněným zákopem a používán ke skladování munice.
Během arabsko-izraelské války v roce 1948 Jordánská arabská legie převzala kontrolu nad kopcem, čímž přerušila spojení mezi horou Skopus a západním Jeruzalémem. V důsledku dohod o příměří v roce 1949 zůstaly části hory Skopus izraelskou enklávou na území ovládaném Jordánskem, přičemž Jordánci blokovali přístup k nemocnici Hadasa a kampusu Hebrejské univerzity na vrcholu kopce.
Stanoviště Jordánské arabské legie se skládalo z desítek bunkrů vybudovaných podél tří hlavních zákopových systémů obklopujících kopec, s opevněnými dělostřeleckými postaveními kryjícími každý zákop. Obytné prostory jordánských obránců kopce byly ve velkém podzemním bunkru. V době šestidenní války bylo stanoviště bráněno posílenou jordánskou rotou o počtu 150 vojáků pluku El-Hussein.

## Bitva

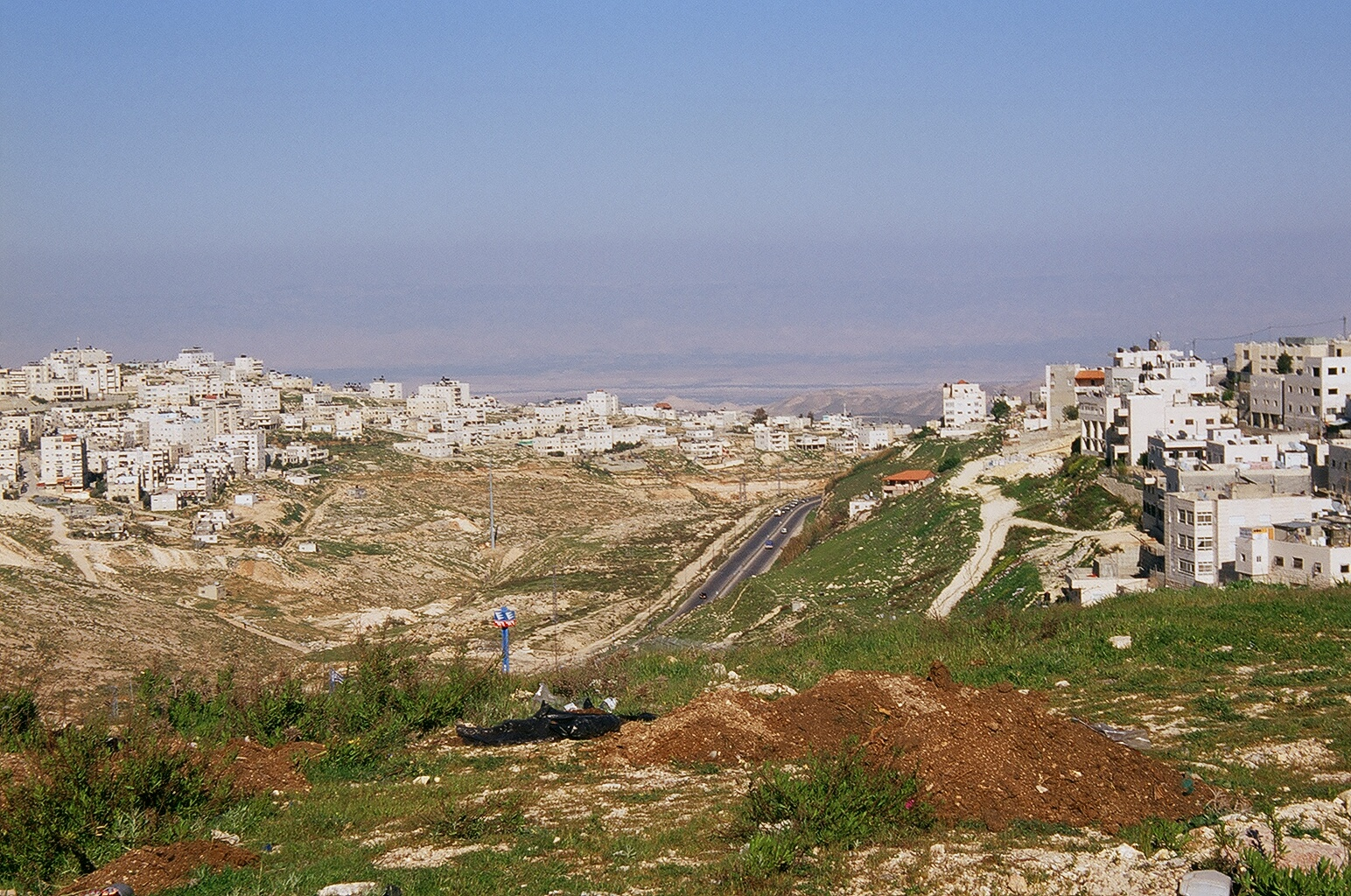
Východní Jeruzalém - v letech 1949–1967 pod jordánskou správou a po roce 1967 začleněn do města Jeruzalém

Bitva o Muniční vrch byla jedna z nejprudších bitev Šestidenní války - válečného konfliktu mezi Izraelem a arabskými státy ve dnech 5.–10. června 1967. Bylo to vojenské střetnutí mezi Izraelem a koalicí Egypta, Sýrie a Jordánska. Válka propukla 5. června úderem izraelského letectva proti leteckým základnám Egypta a skončila 10. června, kdy Izrael ukončil bojové akce. Arabská koalice v ní utrpěla zdrcující porážku – Egypt ztratil kontrolu nad Gazou a celým Sinajským poloostrovem, Sýrie nad Golanskými výšinami a Jordánsko ztratilo kontrolu nad Východním Jeruzalémem a nad celým Západním břehem Jordánu. Výsledek války ovlivňuje geopolitiku regionu až dodnes.
Pro válku Izraele s Jordánskem byl podstatný boj o Muniční vrch na hoře Skopus. Poté co Izraelci zaznamenali pohyb jordánské armády v jižním Jeruzalémě, vyslali ze severu své jednotky s cílem obsadit přístupové cesty k hoře a následně celou horu.
Boj o Muniční vrch začal 6. června 1967 ve 2:30 ráno. Úkolem obsadit kopec byla pověřena izraelská 3. rota 66. praporu 55. brigády parašutistů a během bitvy se do bojů zapojila i 2. rota. Velitelem brigády výsadkářů byl Mordechaj Gur. Velitelem 66. praporu byl Yossi Yafe. Bitva skončila v 6:30 ráno. Izraelské jednotky zůstaly v zákopech kvůli palbě odstřelovačů z Giv'at ha-Mivtar až do odpoledne, kdy brigáda Harel tuto základnu obsadila. V bojích bylo zabito 36 izraelských vojáků a 71 Jordánců.

## Pamětní místo

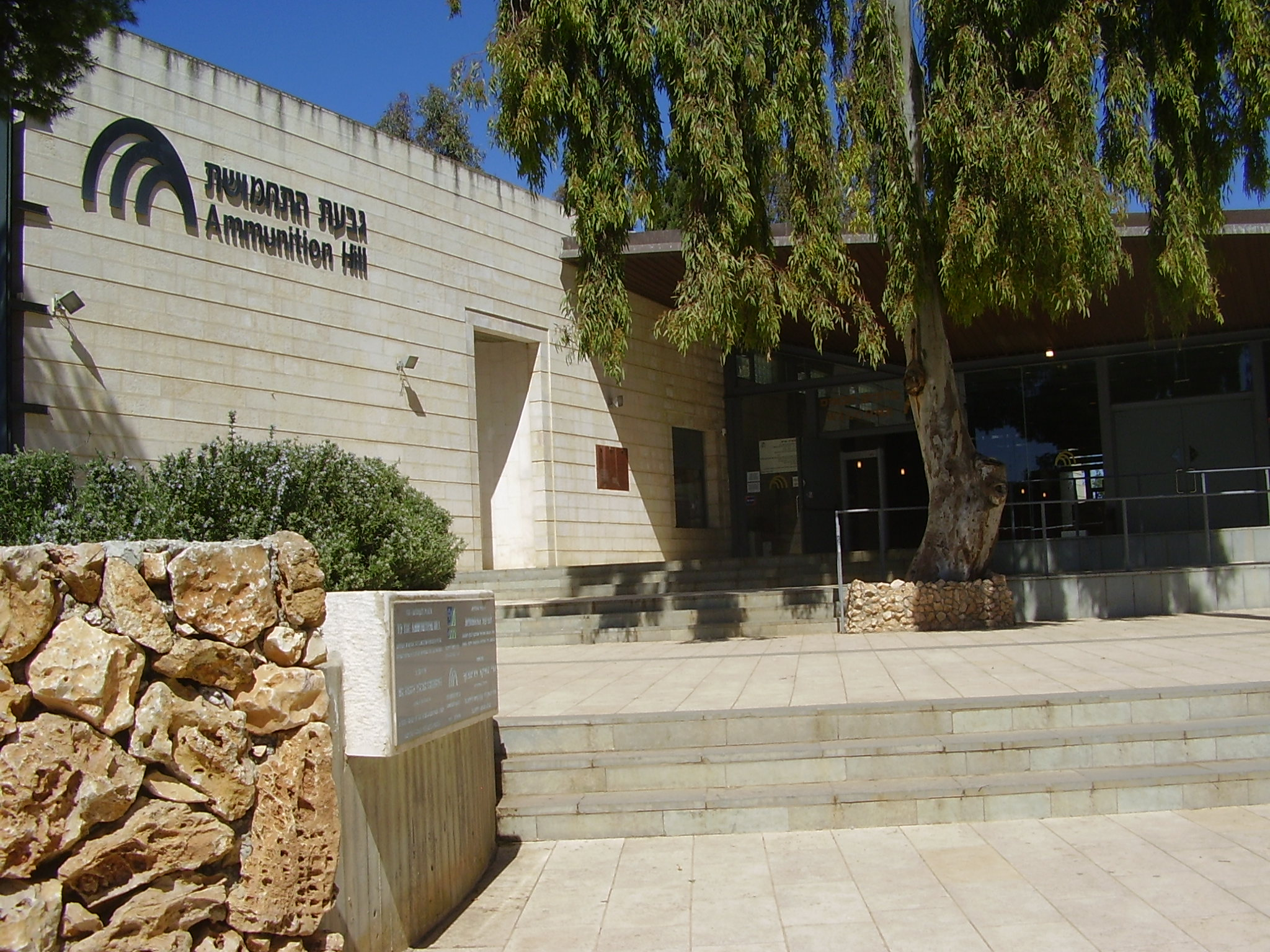
Vchod do muzea na Muničním vrchu

V roce 1975 bylo na Muničním vrchu slavnostně otevřeno pamětní místo a muzeum. Kromě toho bylo na kopci vysazeno 182 olivovníků na památku 182 izraelských vojáků, kteří zemřeli v bitvě o Jeruzalém během šestidenní války. V roce 1987 bylo místo prohlášeno za národní pamětní místo.  
Každý rok dne 28. ijar se zde koná hlavní obřad na Den Jeruzaléma, který připomíná sjednocení Jeruzaléma v průběhu šestidenní války v roce 1967. Odhaduje se, že každý rok navštíví toto místo 200 000 návštěvníků, včetně 80 000 vojáků. Muniční vrch je také hlavním výcvikovým střediskem pro izraelské výsadkáře.